# Agata Brygoła
Agata Brygoła (ur. 12 stycznia 1982) – polska żeglarka startująca w windsurfingu, medalistka Letniej Uniwersjady (2005), mistrzyni świata juniorek (2000).

## Życiorys
Jej pierwszym klubem była Baza Mrągowo, następnie reprezentowała barwy AZS-AWFiS Gdańsk.
Startowała w klasach Mistral i RS: X. W klasie Mistral została w 2000 mistrzynią Europy i mistrzynią świata juniorek, a w 2001 mistrzynią Europy juniorek. Reprezentowała Polskę na mistrzostwach świata w żeglarstwie (2003 - 17. miejsce klasie Mistral, 2007 - 19. miejsce w klasie RS:X, 2011 - 19. miejsce klasie RS:X). Na mistrzostwach świata w klasie Mistral wystąpiła czterokrotnie (2001 - 6. miejsce, 2002 - 12. miejsce, 2004 - 28. miejsce, 2005 - 15. miejsce), na mistrzostwach świata w klasie RS:X również trzykrotnie (2006 - 22. miejsce, 2009 - 4. miejsce, 2010 - 11. miejsce). W 2009 zajęła także 4. miejsce na mistrzostwach Europy w klasie RS:X. W 2007 i 2010 zwyciężyła w klasie RS:X w regatach Tygodnia Kilońskiego (Kieler Woche).
Podczas zawodów Letniej Uniwersjady w 2005 zdobyła srebrny medal drużynowo (z Katarzyną Szotyńską, Piotrem Myszką, Natalią Kosińską i Marcinem Rudawskim).
Na mistrzostwach Polski seniorek w klasie Mistral zdobyła brązowy medal w 2000, złoty medal w 2001 i 2003, srebrny medal w 2004 i 2005. Na mistrzostwach Polski seniorek w klasie RS:X zdobyła brązowy medal w 2007, srebrne medale w 2008, 2009, 2010 i 2011
Zakończyła karierę sportową po sezonie 2011, w którym wybrano ją żeglarką roku na Pomorzu. 